# فهرست روان‌شناسان اجتماعی
فهرست روان‌شناسان اجتماعی (به انگلیسی: List of social psychologists) از آکادمیکها، چه در گذشته و چه در حال حاضر نوشته می‌شود که به سبب مشارکت‌های پیشگامانه خود در زمینه روان‌شناسی اجتماعی شهرت بسیار دارند.

## آ
- دومینیک آبرامز
- ایجک آجزن
- فلوید آلپورت
- گوردون آلپورت
- ایروین آلتمن
- مایکل آرگیل
- بریت آس

## ا
- فیبی سی. السورث
- جنیفر ابرهارت
- مایکل اینزلیخت
- لیندا اسکیتکا
- دیدریک استاپل - بنیانگذار مؤسسه تحقیقات اقتصاد رفتاری تیلبورگ، که بعداً به دلیل ساخت و دستکاری داده‌ها از دانشگاه تیلبورگ تعلیق شد.
- کلود استیل - به دلیل کار پیشگامانه اش در مورد تهدید کلیشه ای و برای معرفی نظریه تأیید خود شناخته شده‌است.
- ریچارد افشه
- تام اوستروم
- گونتر اشمیت
- کریگ آ. اندرسون
- نورمن اچ. اندرسون
- الیوت ارنسون
- سالومون اش
- داروین

## ب
- آنا کوستانزا بالدری
- مهزرین بناجی
- آلبرت بندورا - روانشناس کانادایی که به خاطر نظریه یادگیری اجتماعی (یا نظریه شناختی اجتماعی) و خودکارآمدی
- جان برگ - به دلیل داشتن چندین آزمایش پرایمینگ که تلاش‌های بعدی برای تکرار مستقیم ناموفق بود، شناخته شده‌است.
- رابرت آ. بارون
- دانیل باتسون
- مارتین بائر
- روی بامایستر
- هوارد بکر
- دریل بم - نظریه ادراک از خود تغییر نگرش، رقیب لئون فستینگر نظریه ناهماهنگی شناختی
- الن اس. برشاید
- مایکل بیلیگ
- هارت بلانتون
- مریلین بروور
- راجر براون
- برد بوشمن

## پ
- یان پارکر
- جیمز دبلیو. پنه‌بیکر
- ریچارد ای. پتی
- آنتونی پراتکنیس
- تام پیشچینسکی
- ایوان پاولف

## ت
- هنری تاجفل
- جفری اس. تاناکا
- گابریل تارد
- کارول تاوریس
- شلی ای. تیلور
- جان تیبو - اولین ویراستار JESP، که برای نظریه وابستگی متقابل از «روانشناسی اجتماعی گروه‌ها» شناخته شده‌است.
- نورمن تریپلت - به‌طور گسترده‌ای با اولین مطالعه منتشر شده در زمینه روانشناسی اجتماعی، با کار خود در زمینه تسهیل اجتماعی شناخته شده‌است.
- بروس تاکمن
- جان سی. ترنر
- عاموس تورسکی

## ج
- ایروینگ جانیس - به دلیل تحقیقات برجسته خود در مورد مفهوم «گروه فکر» شناخته شده‌است.
- ادوارد ای. جونز - اولین مقاله را در مورد آنچه که بعداً اشتباه انتساب اساسی نامیده شد، همکاری کرد. معروف به تحقیق سوگیری بازیگر-مشاهد
- چارلز هوبارد جاد

## د
- جیمز ام. دابز، جونیور
- جان ام. دارلی
- ادوارد ال. دسی - یکی از بنیانگذاران تئوری خود تعیین‌کننده
- مورتون دوچ
- اد. دینر
- کارول دوک

## ر
- ویلهلم رایش - روانشناسی توده
- استیو رایچر
- هری ریس
- رابرت روزنتال - اثر پیگمالیون
- لی راس - تحقیقات پیشگامانه ای در مورد خطای اسناد اساسی انجام داد.
- زیک روبین - نویسنده اولین اندازه‌گیری تجربی عشق
- ریچارد ام رایان - یکی از بنیانگذاران نظریه خودنمایانه

## ز
- رابرت زایونک - اولین دانشگاهی که اثر نوردهی صرف را مطالعه کرد.
- مارک زانا
- فیلیپ زیمباردو - به دلیل انجام آزمایش زندان استنفورد

## س
- مارتین سلیگمن
- کلر سلتیز
- رابرت سیالدینی - به سبب تحقیقاتش در مورد فرآیندهای نفوذ شناخته شده‌است.
- بوریس سیدیس - کار پیشگامانه در مورد روانشناسی تلقین، اختلال شخصیت چندگانه، آسیب‌شناسی روانی، و نبوغ
- فولکمار سیگوش
- ویلیام سوان - به دلیل توسعه نظریه خود تأیید

## ش
- استنلی شاختر
- مظفر شریف
- نوربرت شوارتز - به دلیل کار خود در زمینه تجربیات فراشناختی و روش‌شناسی نظرسنجی شناخته شده‌است.

## ف
- استیون فین
- لئون فستینگر - مبتکر نظریه ناهماهنگی شناختی و نظریه مقایسه اجتماعی
- سوزان فیسک
- اریک فروم

## ک
- دنیل کانمن
- سائول کاسین
- هارولد کلی
- جرج کلی
- هربرت کلمن
- آری کروگلانسکی
- زیوا کوندا
- جان کاسیوپو
- دونالد تی. کمپبل
- مریل کارلسمیت
- نیکولاس کریستنفلد
- رونالد ال. کوهن
- پیتر تی. کلمن
- تری کانلی
- استوارت دبلیو. کوک
- چارلز هورتون کولی
- نورا کورتیناس
- ویلیام کرانو

## گ
- استنلی او. گینز
- لازلو گارای - نظریه هویت اجتماعی را به عنوان عامل میانجی توسعه[۱]
- جورج گاسکل
- برترام گاورونسکی
- کنت گرگن
- دنیل گیلبرت
- توماس گیلوویچ - روان‌شناس و چهره کلیدی در اقتصاد رفتاری
- اروینگ گافمن - جامعه‌شناس
- میرتا گونزالس سوارز
- جان گاتمن - پژوهشگری که به دلیل کارش در شناسایی رفتارهای رابطه ای که کیفیت و ثبات آینده روابط را پیش‌بینی می‌کند شناخته شده‌است.
- آنتونی گرین‌والد - خالق آزمون ارتباط ضمنی

## ل
- بیب لاتانه - شروع پژوهش در مورد اثر تماشاگر در شرایط اضطراری (با جان ام. دارلی)، لوف اجتماعی (با کیپ ویلیامز)، و دینامیک اجتماعی نظریه تأثیر (با آندری نواک)
- گوستاو لوبون
- مارک لپر
- بکا لوی
- کورت لوین - اغلب «پدر روان‌شناسی اجتماعی» نامیده می‌شود. یکی از اولین پژوهشگرانی که پویایی گروه و توسعه سازمانی را مطالعه کرد.
- آلیاژ لورن

## م
- ایوانا مارکووا
- هیزل رز مارکس
- اورت دین مارتین
- فرانسیس تی. مک‌اندرو
- دیوید مک‌کللند
- جوزف ای. مک‌گراث - محقق پویایی گروه
- جورج هربرت مید - فیلسوف آمریکایی (عمل‌گرا)، جامعه‌شناس، و روان‌شناس؛ بنیانگذار روان‌شناسی اجتماعی؛ بنیانگذار کنش متقابل نمادین
- استنلی میلگرم - آزمایش معروف را انجام داد که تمایل بیش از حد مردم را برای اطاعت از شخصیت‌های اقتدار نشان داد.
- والتر میشل - یکی از اولین کسانی است که دیدگاه موقعیت گرا از شخصیت را ترویج می‌کند
- آبراهام مولز - یکی از اولین کسانی که پیوندهای بین زیبایی‌شناسی و نظریه اطلاعات را ایجاد و تجزیه و تحلیل کرد.
- سرژ موسکوویسی
- گوردون مسکوویتز
- النور مک‌کوبی

## ن
- دیوید نادلر
- تئودور نیوکمب
- ریچارد نیسبت
- مری لوئیز نورث وی
- آندری نواک

## و
- دنیل وگنر
- کارل ویک
- کیپلینگ ویلیامز
- گلن دی. ویلسون
- تیموتی ویلسون
- رابرت اس. وایر - شناخت اجتماعی و پردازش اطلاعات
- وندی وود

## ه
- جاناتان هایت
- رام هاره
- الین هتفیلد
- فریتز هایدر
- مایلز هیوستون
- ای. توری هیگینز - انگیزه، نظریه تمرکز نظارتی، نظریه مشارکت نظارتی، حالت نظارتی
- هیلده هیملویت
- گیرت هافستد
- مایکل هاگ - نظریه هویت اجتماعی
- کارل هاولند

## ی
- ساندرا یووچلوویچ

## همچنین ببینید
- فهرست روان‌شناسان
- فهرست جامعه‌شناسان